# Marianne van den Boomen
Marianne Veronica Theresia van den Boomen (Den Haag, 28 november 1955 – Utrecht, 5 november 2014) was een Nederlands internetpionier.  Van den Boomen was benevens actief als wetenschapper, redacteur en schrijver.

## Biografie
De in Gouda opgegroeide Van den Boomen  studeerde psychologie en sociologie aan de Universiteit Utrecht. Vervolgens werkte ze van 1990 tot 2000 als eindredacteur voor De Groene Amsterdammer. Ze was al vroeg in computers geïnteresseerd en schreef al in 1984 over informatietechnologie in betrekking tot sociaal verkeer. Ze was in 1993 een van de weinige vrouwelijke deelnemers aan het hackersfestival Hacking at the End of the Universe, en was betrokken in de scene rond het tijdschrift Hack-tic.
Toen vervolgens eind van dat jaar De Digitale Stad (DDS) werd opgericht, raakte Van den Boomen bij dat Nederlandse freenet betrokken als mede-auteur van de DDS-handleiding en als moderator van nieuwsgroepen. Dankzij haar inzet als webredacteur (een van de eersten van Nederland) was een deel van de inhoud van De Groene Amsterdammer online te lezen in de zogeheten 'kiosk' van DDS.
Ze ontwikkelde zich al snel tot participerende internet-antropoloog en schreef voor het Instituut voor Publiek en Politiek twee boeken: de handleiding Internet-ABC voor vrouwen (1995) en Leven op het net (2000) waarin de sociale betekenis van virtuele gemeenschappen wordt behandeld.
Vanaf 2003 doceerde Van den Boomen aan de Universiteit Utrecht het vak Nieuwe Media & Digitale Cultuur. Aan deze universiteit promoveerde ze op 12 februari 2014 op het proefschrift Transcoding the Digital: How Metaphors Matter in New Media.
Van den Boomen overleed in 2014 op 58-jarige leeftijd.

## Muziek
Van den Boomen maakte in 1982 deel uit van Second Desire. In dit experimentele poptrio zong ze en speelde ze kraakdoos en slagwerk.